# Commission fédérale des banques
Pour les articles homonymes, voir CFB.
La Commission fédérale des banques (CFB) était une commission suisse chargée de la régulation et de la surveillance du marché bancaire intérieur. 

## Composition et rôle
Formée de sept à onze membres nommés par le Conseil fédéral, elle est en particulier responsable d'accorder et de retirer les autorisations d'exercer aux banques sur le territoire suisse, ainsi que d'approuver et de surveiller le règlement du fonds de ces établissement.

## Dissolution
Elle a été dissoute le 1er janvier 2009. Ses activités ont alors été reprise, entre autres, par l'Autorité fédérale de surveillance des marchés financiers (FINMA).